# 남극반도

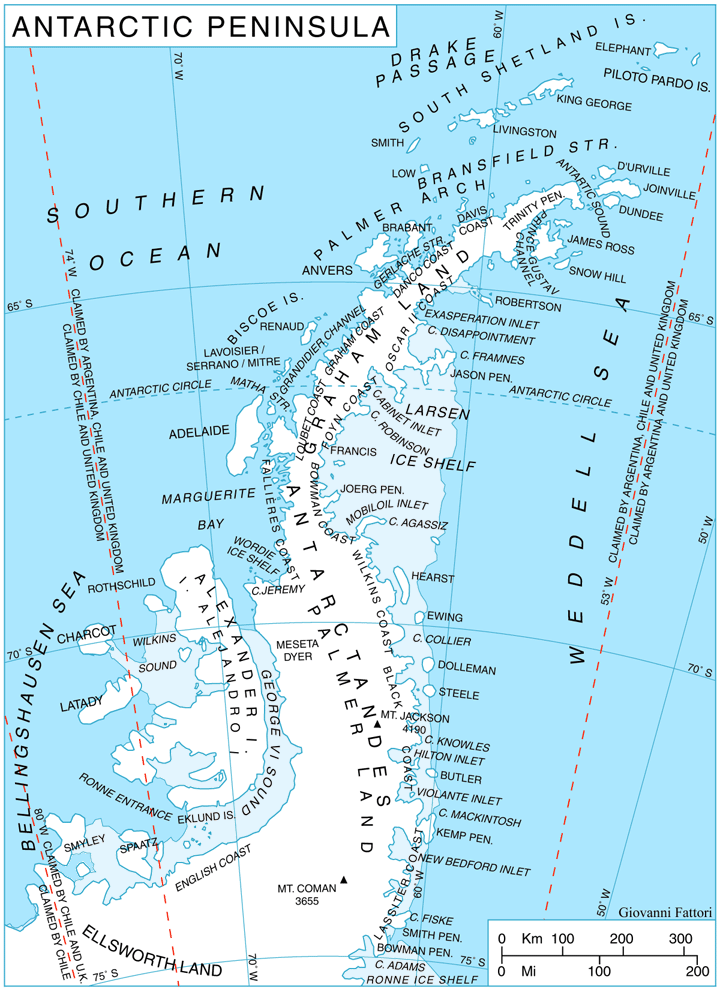
남극반도 지도

남극반도(南極半島, Antarctic Peninsula)는 남극에서 가장 북쪽으로 뻗은 반도로, 남극 대륙에서 남극권 바깥에 해당하는 유일한 부분이다. 남극의 서경 60~70도에서 북쪽인 남아메리카 방향으로 S글자 모양의 가늘게 뻗은 반도이며, 드레이크 해협을 사이에 두고 남아메리카와 마주 대하고 있다. 영토권을 둘러싸고 국제 분쟁이 잦던 곳으로, 이전 이름은 팔마(Palma)반도이며 1964년에 현재 이름으로 바뀌었다. 1820년대에 인류가 처음에 도달한 곳이다.

## 설명
남극반도는 더 큰 서남극 반도의 일부로, 아담스 곶(웨델해)과 에클룬드 제도 남쪽 본토 지점 사이의 선에서 1,300km(810마일) 돌출되어 있다. 남극 반도는 그것을 덮고 있는 빙상 아래에 일련의 기반암 섬으로 구성되어 있다. 이들은 바닥이 현재 해수면보다 상당히 낮은 깊이에 있는 깊은 수로로 분리되어 있다. 이것들은 접지된 빙상으로 연결되어 있다. 남아메리카 최남단인 티에라델푸에고 제도는 드레이크 해협을 건너 약 1,000km 떨어져 있다.
남극 반도는 면적이 522,000제곱킬로미터(202,000제곱마일)이고 80%가 얼음으로 덮여 있다.
남극반도(WAP) 서부 대륙붕 주변의 해양 생태계는 급격한 기후 변화를 겪었다. 지난 50년 동안 북부 WAP의 따뜻하고 습한 해양 기후가 남쪽으로 이동했다. 이러한 기후 변화는 한때 지배적이었던 춥고 건조한 대륙성 남극 기후를 점점 더 많이 대체하고 있다. 이러한 지역적 온난화는 열 수송 증가, 해빙 범위 및 기간 감소, 얼음에 의존하는 아델리펭귄의 국지적 감소, 얼음에 강한 젠투 펭귄과 턱끈 펭귄의 증가, 식물성 플랑크톤과 동물성 플랑크톤의 변화 등 해양 생태계에 다단계 반응을 일으켰다. 커뮤니티 구성뿐만 아니라 크릴새우 모집, 풍부함 및 포식자에 대한 가용성의 변화도 포함된다.
남극 반도에는 현재 수많은 연구 기지가 산재해 있으며 국가들은 여러 주권을 주장했다. 반도는 아르헨티나령 남극, 칠레령 남극 지역, 영국령 남극 지역이 논쟁을 벌이고 중복되는 영유권의 일부이다. 이러한 주장 중 어느 것도 국제적으로 인정되지 않으며, 남극 조약 체제에 따라 각 국가는 자신의 주장을 집행하려고 시도하지 않는다. 그러나 영국의 주장은 호주, 프랑스, 뉴질랜드 및 노르웨이에서 인정된다. 아르헨티나는 한반도에서 가장 많은 기지와 인력을 보유하고 있다.